# Чимніз
«Чимніз» (англ. Chimneys) — детективна п'єса англійської письменниці Агати Крісті, написана у 1931 році. П'єса повинна була відкритися в театрі «Ембасі» (англ. Embassy Theatre) в тому ж році.
П'єса основана на романі «Таємниця замку Чимніз».
Прем'єра у Великій Британії відбувся 1 червня 2006 року, коли вона була виконана на театральному фестивалі «Пітлокрі» (англ. Pitlochry). П'єса була опублікована у збірці «Відкриваючи нові сценарії таємниць» (англ. Discovering New Mysteries Scripts).